# Johann Christian von Danckwerth
Johann Christian von Danckwerth, geboren als Johann Christian Danckwerth (* 7. Januar 1718 in Egestorf (Deister); † 26. Oktober 1791 in Bremen) war ein deutscher Jurist und Oberamtmann und erster des in den Adelsstand erhobenen Geschlechtes von Danckwerth.

## Leben
Johann Christian Danckwerth war ein Sohn des gleichnamigen Buxtehuder Amtsmannes Johann Christian Danckwerth der Ältere. Er wuchs zunächst in dem kleinen Ort Egestorf am Deister und in Engensen bei Burgwedel  sowie in Buxtehude auf. 1745 besuchte er in Hamburg das dortige Gymnasium Gelehrtenschule des Johanneums. Nach einem kurzen Studium der Rechtswissenschaften wurde er 1747 Königlich-schwedischer Intendant in Bremen.
Gut zwei Jahrzehnte später übernahm Danckwerth 1769 die Aufgaben des Hannoversch-kurfürstlichen Oberamtmannes in Bremen. Parallel dazu leitete er ab 1769 als Beamter das Gogericht in der Stadt Achim.
Am 15. Juli 1776 wurde Danckwerth vom deutschen Kaiser 	Joseph II. in den Reichsadelsstand erhoben.
Wenige Jahre vor seinem Tod war von Danckwerth von einer beinahe ein Jahr andauernden Blindheit geheilt worden. Sein Grab befindet sich im Bremer Dom.

## Familie
Johann Christian von Danckwerth hatte eine Tochter namens Caroline Louise von Dankwerth, die seit dem 25. November 1787 mit Carl Friedrich vom Marschalk verheiratet war. 

## Archivalien
Archivalien von und über Johann Christian von Danckwerth finden sich beispielsweise
- im Niedersächsischen Landesarchiv (Standort Stade)
  - als Testament des Oberamtmanns und Intendanten Johann Christian von Danckwerth zu Achim bzw. Bremen aus der Laufzeit 1790–1792, Archivsignatur NLA ST Rep. 70 Nr. 1715, alte Archivsignatur Rep. 71 Stade Nr. 1715[4]
  - als Testament der verwitweten Oberamtmännin von Dankwerth, geb. Reinbeck, in Verden, Archivsignatur NLA ST Rep. 70 Nr. 1779, alte Archivsignatur Rep. 71 Stade Nr. 1779[5]